# Рафиев, Мешади Али Гаджи Мамедгусейн оглы
Рафиев, Мешади Али Гаджи Мамедгусейн оглы (азерб. Məşədi Əli Hacı Məmmədhüseyn oğlu Rəfiyev; 1889, Елизаветполь — 1948, Стамбул) — гласный Гянджинской городской думы (1910–1913), председатель гянджинского отделения Государственного банка Азербайджана, член Тюркской партии децентрализации (1917), затем – член партии «Мусават», председатель гянджинской организации «Мусават», член зарубежного бюро «Мусават», меценат.
Был участником Гянджинского мятежа против советской оккупации. После подавления восстания эмигрировал.

## Биография
Мешади Али Гаджи Мамедгусейн оглы Рафиев родился 11 марта 1889 года в Елизаветполе. Начальное образование получил в медресе при мечети Шаха Аббаса. Затем окончил Елизаветпольскую мужскую гимназию. После завершения образования занимался торговлей.

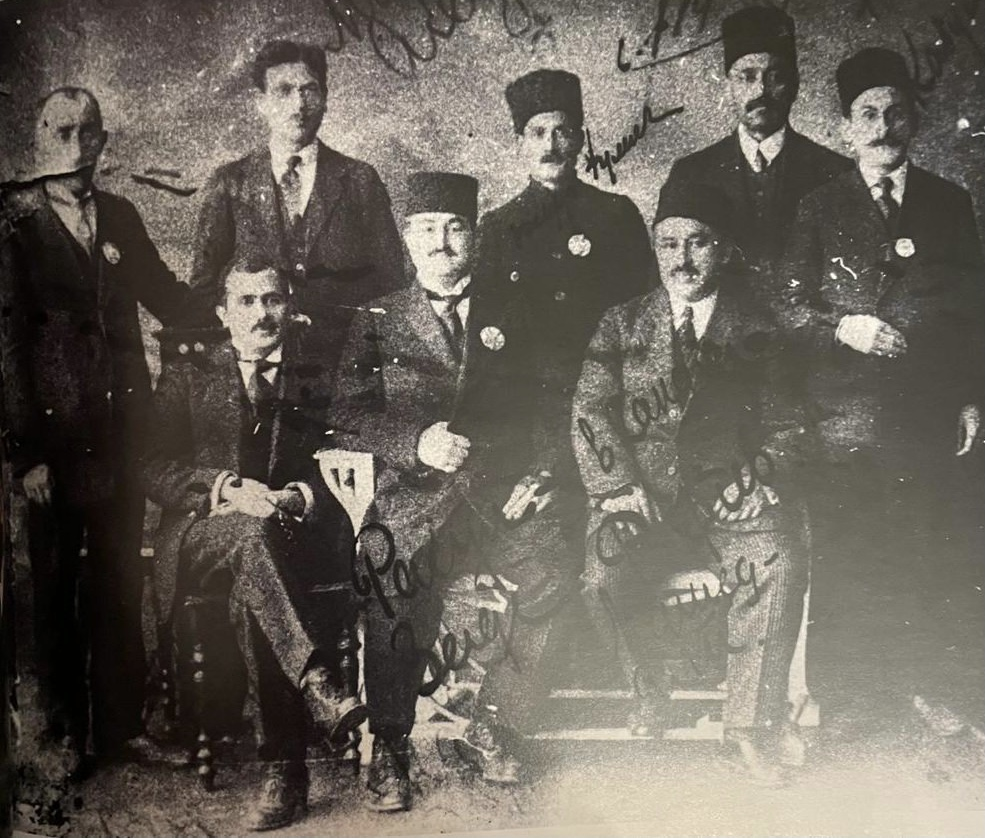
Сидят слева направо: Шафи-бек Рустамбеков, Мамед Эмин Расулзаде, Мешади Али Рафиев

Мешади Али Рафиев занимался благотворительностью, состоял в Елизаветпольской благотворительном обществе. Указом местного генерал-губернатора Мешади Али, его отец Гаджи Мамедгусейн и брат Аббас были названы почётными членами этого общества. Мешади Али Рафиев был членом Елизаветпольского комитета партии «Дифаи», созданной в 1906 году В 1910 году был избран в члены правления Елизаветпольского отделения общества «Няшри-Маариф». В 1910-1913 гг. был членом Елизаветпольской городской думы. Рафиев был одним из активных функционеров созданной в 1917 году Тюркской партии децентрализации, а после её присоединения к партии «Мусават» стал одним из активных членов уже этой политической организации.
После Насиб-бека Юсифбейли руководил гянджинской организацией партии «Мусават». В период Азербайджанской Демократической Республики занимал пост председателя гянджинского отделения Государственного банка Азербайджана. На втором съезде партии «Мусават», который прошёл 2-11 декабря 1919 года в Баку, был избран членом её правления.
После апрельской оккупации вместе с братьями участвовал в организации Гянджинского мятежа против советско-большевистского режима. После подавления восстания спасся от преследований, эмигрировав в Турцию. В годы эмиграции работал в зарубежном бюро партии «Мусават».
Мешади Али Рафиев скончался 7 сентября 1948 года в Стамбуле. Похоронен на кладбище Ферикёй.

## Семья
Отец Мешади Али Рафиев, Гаджи Мамедгусейн Рафиев, был коммерсантом и промышленником. Владел магазинами ковров в Тебризе, Нижнем Новгороде, Стамбуле, Тегеране и Париже. Состоял в Елизаветпольском мусульманском благотворительном обществе, местном отделении партии «Дифаи», был гласным Елизаветпольской городской думы.
Брат, Муса-бек Рафиев был членом Мусульманской фракции Закавказского сейма и Национального совета Азербайджанской Демократической Республики. Занимал пост министра во втором и пятом правительствах АДР. Был избран депутатом от партии «Мусават», работал в финансово-бюджетной комиссии парламента. Являлся одним из организаторов Гянджинского восстания против апрельской оккупации. После поражения восстания эмигрировал в Стамбул, а оттуда – в Тебриз.
В 1899 году Мешади Али Рафиев женился на Хадидже Рзаевой. От этого брака родились 4 сына (Мухаммед, Гусейн, Селим, Ислам) и 3 дочери (Валида, Джамиля, Шафига). Старший сын Мухаммед Рафиев погиб в Шамхорской битве. Двух сыновей, Селима и Ислама, Мешади Али Рафиев взял с собой в Турцию после Гянджинского мятежа. Там же в дальнейшем Рафиев женился во второй раз, создав семью с дочерью Исмаил-бека Гаспыралы Нигяр-ханум.